# Meridiano 74 E
Meridiano 74 E é um meridiano que, partindo do Polo Norte, atravessa o Oceano Ártico, Ásia, Oceano Índico, Oceano Antártico, Antártida e chega ao Polo Sul. Forma um círculo máximo com o Meridiano 106 W.
Começando no Polo Norte, o meridiano 74º Este tem os seguintes cruzamentos:
| País, território ou mar | Notas                                                      |
| ----------------------- | ---------------------------------------------------------- |
| Oceano Ártico           | Passa a oeste da Ilha Shokalsky, Rússia                    |
| Golfo de Ob             |                                                            |
| Rússia                  | Península de Guida                                         |
| Golfo de Ob             |                                                            |
| Rússia                  |                                                            |
| Cazaquistão             | Passa no Lago Balkhash                                     |
| Quirguistão             |                                                            |
| China                   |                                                            |
| Tajiquistão             |                                                            |
| Afeganistão             |                                                            |
| Caxemira                | Área administrada pelo Paquistão                           |
| Paquistão               |                                                            |
| Caxemira                | Áreas administradas por Paquistão e Índia                  |
| Paquistão               |                                                            |
| Índia                   |                                                            |
| Oceano Índico           | Passa a leste da Ilha Heard, Austrália                     |
| Oceano Antártico        |                                                            |
| Antártida               | Território Antártico Australiano, reclamado pela Austrália |